# Bringin (Godong)
Bringin is een bestuurslaag in het regentschap Grobogan van de provincie Midden-Java, Indonesië. Bringin telt 1710 inwoners (volkstelling 2010).